# Narcissus longispathus
Narcissus longispathus là một loài thực vật thuộc họ Amaryllidaceae. Đây là loài đặc hữu của Tây Ban Nha. Môi trường sống tự nhiên của chúng là sông ngòi. Chúng hiện đang bị đe dọa vì mất môi trường sống.